# Kırşehir Merkez Ahi Stadyumu
Das Kırşehir Merkez Ahi Stadyumu, oder auch kurz Ahi Stadyumu,  ist ein Fußballstadion in der türkischen Stadt Kırşehir und die Heimstätte des Fußballvereins Kırşehirspor. Die Haupttribünen sind überdacht, die Süd- und Nordkurve nicht. Es besitzt außerdem eine sechsspurige Leichtathletikanlage und hat eine Kapazität von insgesamt 7.500 Besuchern.